# Datovoc Tongeren
Datovoc Tongeren  - żeński klub piłki siatkowej z Belgii. Swoją siedzibę ma w Tongeren. Został założony w 1967.

## Sukcesy
- Mistrzostwa Belgii:
  -  1. miejsce (7x): 1994, 1995, 2002, 2003, 2004, 2005, 2007
- Puchar Belgii:
  -  1. miejsce (6x): 1992, 1994, 2000, 2003, 2004, 2005
- Superpuchar Belgii:
  -  1. miejsce (1x): 2008
- Puchar Top Teams (obecnie CEV):
  -  3. miejsce (2x): 2003, 2004